# CHI Health Center Omaha
Das CHI Health Center Omaha (bekannt als Qwest Center Omaha bis 15. Juli 2011 und als CenturyLink Center Omaha bis 1. September 2018) ist ein Messe- und Kongresszentrum mit einer Mehrzweckhalle in der US-amerikanischen Stadt Omaha, im Bundesstaat Nebraska. Das Center ist auf einem Gebiet mit knapp 93.000 m² gebaut, mit einer etwa 18.000 m² großen Ausstellungshalle und ca. 5800 m² für Konferenzen. In der integrierten, bis zu 18.975 Personen fassenden, Halle finden Basketball- und Eishockeyspiele sowie Konzerte statt.

## Geografie
Das CHI Health Center liegt auf einem ehemaligen Grundstück der Union Pacific Railroad in North Downtown. Vom Viertel Old Market ist es durch den Highway I-480 getrennt, über den das Center direkt erreicht werden kann.

## Geschichte

### Planung und Erbauung
Trotz der Renovierung des Omaha Civic Auditoriums 1997 gab es, unterstützt durch Berater, Pläne ein neues Kongresszentrum mit Arena zu bauen. Eine Kommission empfahl dafür im November 1997 das Union-Pacific-Grundstück in North Downtown oder ein am Old Market angrenzendes Areal im Südosten Downtowns. Das von der Kommission präferierte Gelände im Südosten Downtowns hätte eine Steuererhöhung zur Folge gehabt, wurde daher von der Nebraska Legislature nicht unterstützt und 1998 abgelehnt. Im Herbst 1998 entstand der Plan zur Erbauung an jetzigen Platz, mit privaten Geldern statt einer Steuererhöhung.
Im Mai 2000 befürworteten Omaha-Wähler Anleihen von $198 Millionen für den Bau des Centers sowie die Gründung der Non-Profit-Organisation Metropolitan Entertainment & Convention Authority (MECA), die für den Bau und den Betrieb zuständig sein sollte. Am Tag davor wurden Zusagen von $75 Millionen von privaten Sponsoren für das Projekt getätigt, wobei ein Drittel davon von der Peter Kiewit Foundation kam. MECA erhielt im August 2000 einen Pachtvertrag über 99 Jahre für das Center. Seit 2004 ist MECA auch für den Betrieb des Omaha Civic Auditoriums zuständig und seit 2009 für den TD Ameritrade Park Omaha.
In der Zeit von März 2001 bis September 2003 wurde das Center von Kiewit gebaut, das Architekturunternehmen war die DLR Group.

### Namensrechte
Im August 2003 schloss Qwest für die Namensrechte mit MECA einen Vertrag über 15 Jahre und $14.05 Millionen ab. Nachdem Qwest Anfang 2011 von CenturyLink aufgekauft wurde, wurde der Name des Centers mit 15. Juli 2011 auf CenturyLink Center Omaha geändert.
Am 1. September 2018 wurde die Arena in CHI Health Center Omaha umbenannt. Dies war auf eine Sponsoringvereinbarung mit CHI Health zurückzuführen, einem Krankenhausunternehmen mit Sitz in Omaha. Der Vertrag hatte über 20 Jahre einen Wert von 23,6 Millionen US-Dollar.

### Erweiterung
Im Sommer 2006 wurde die Halle um 1700 Plätze erweitert.

## Kapazität
Bei Konzerten können die Halle je nach Position der Bühne 18.100 oder 18.975 Zuseher nutzen. Für Eishockeyspiele ist Platz für 17.100 Besucher, Basketballspiele können 18.320 Menschen besuchen.

## Nutzung

### Sport
Seit seiner Eröffnung wurde die Arena von Creighton Bluejays, der Basketballmannschaft der Männer der Creighton University, für Heimspiele genutzt. Die Omaha Mavericks Herren-Eishockeymannschaft, die die University of Nebraska Omaha vertritt, nutzte die Arena auch für die Heimspiele in der Saison 2014–15. Danach zogen die Mavericks in die neue Baxter Arena auf dem Campus der Universität. Beide Mannschaften spielen in Ligen der NCAA und befanden sich zuvor im Civic Auditorium.
Weitere Sportereignisse die hier stattfanden sind etwa das Men’s Division I Basketball Tournament 2008 und 2012 der NCAA, der WWE Judgement Day 2008 sowie die Olympiatrials der Vereinigten Staaten, ebenfalls 2008. Seit seiner ersten Austragung 2012 findet des Reitturnier International Omaha im CenturyLink Center statt, im Frühjahr 2017 wurde hier das Weltcupfinale im Spring- und Dressurreiten ausgerichtet.

### Konzerte
Konzerte im Center gab es unter anderem im Rahmen der Tourneen von Britney Spears (The Onyx Hotel Tour, 2004), Christina Aguilera (Back to Basics World Tour, 2007), Miley Cyrus (Wonder World Tour, 2009) und Bon Jovi (Because We Can: The Tour, 2013).

### Messen und Konferenzen
Seit 2005 werden die jährlichen Aktionärstreffen von Warren Buffetts Holding Berkshire Hathaway mit über 35.000 Aktionären im Center abgehalten. Darüber hinaus finden jedes Jahr zahlreiche weitere Konferenzen und Messen statt.